# Gulf Coast Highway
«Gulf Coast Highway» — песня авторства Нэнси Гриффит, Джеймса Хукера и Дэнни Флауэрса. Композиция исполняется от лица обычной техасской семейной пары, живущей в домике у побережья Мексиканского залива, которая рассказывает о своих повседневных радостях и невзгодах, каждый год любуется цветением голубых чепчиков (англ. bluebonnets), а после смерти мечтает воссоединиться на Небесах. Впервые песня появилась в альбоме Гриффит Little Love Affairs (1988) как дуэт с Маком Маканалли и в итоге стала одним из самых любимых публикой номеров в репертуаре артистки.
Позднее на пару с Вилли Нельсоном песню записала Эммилу Харрис для своего сборника Duets (1990). Их прочтение достигло строчки № 52 канадского чарта Country Singles, а сами артисты были номинированы на премию CMA Awards в категории «Вокальное событие года». В дальнейшем композиция перепевалась женским кантри-ансамблем Evangeline в его одноимённом альбоме 1992 года, самой Гриффит в тандеме с Дариусом Ракером на её сольном диске Blue Roses from the Moons (1997), а также Харрис (в концертных дуэтах с Дэйвом Мэтьюсом и Джеймсом Хукером).

## О песне

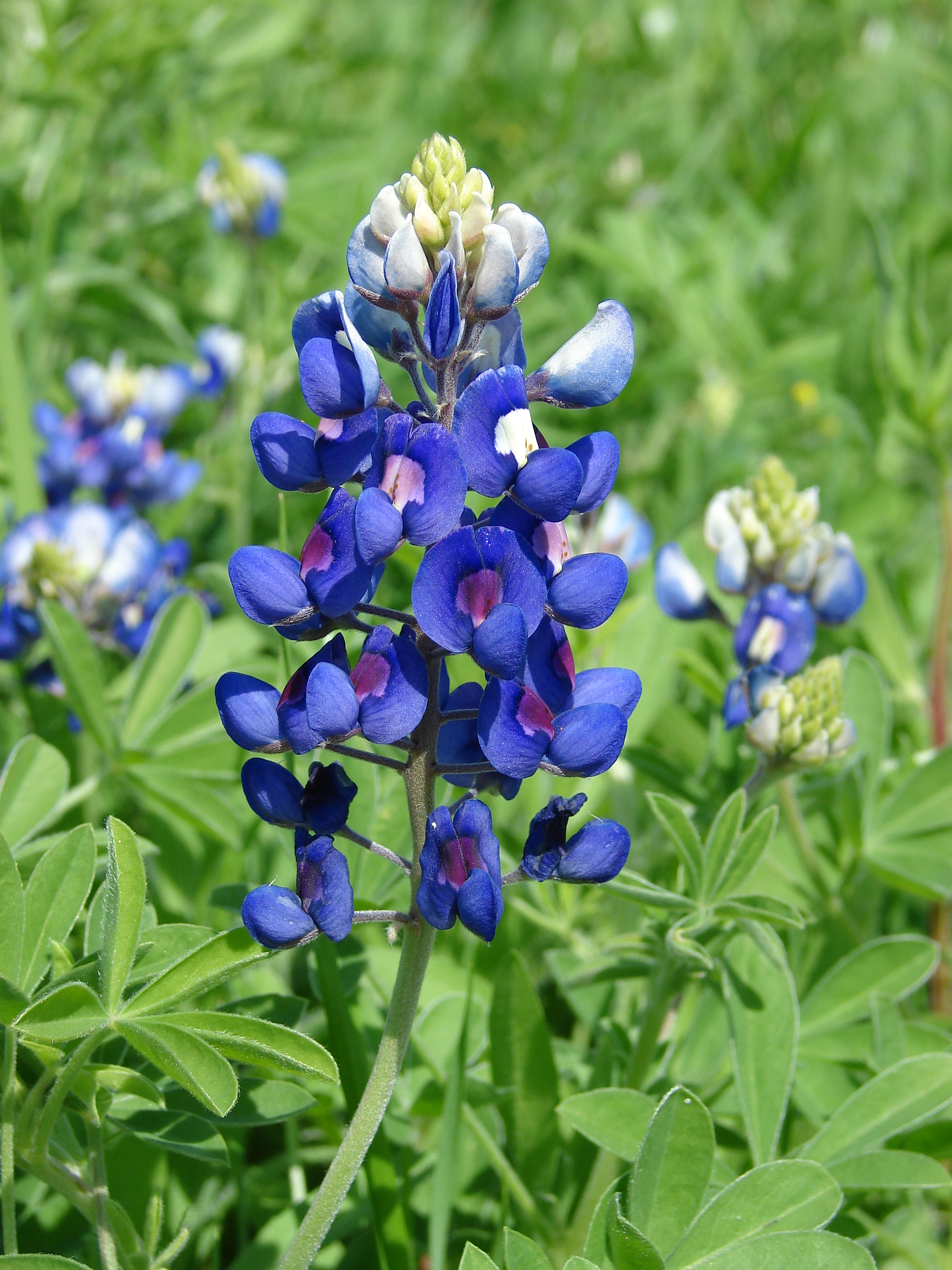
Голубые чепчики (bluebonnets) — цветы, образ которых фигурирует в песне.

Песня «Gulf Coast Highway» появилась в результате творческой коллаборации Нэнси Гриффит, бэнд-лидера и клавишника её аккомпанирующей группы The Blue Moon Orchestra Джеймс Хукера, известного также работой со Стивом Уинвудом и ансамблем Amazing Rhythm Aces, и автора-исполнителя Дэнни Флауэрса (его произведения присутствуют, в частности, в репертуаре Эрика Клэптона и Роббена Форда). Отвечая на извечный вопрос о том, что появилось раньше — слова или музыка композиции — Хукер, вспоминал, что сперва он сочинил музыку у себя дома в пригороде Нэшвилла и записал её на плёнку. Затем однажды поздней ночью в ходе путешествия певицы и её ансамбля на гастрольном автобусе он прокрутил трек Гриффит (в тот момент они ехали по трассе Penn Turnpike в Пенсильвании, а за окном бушевала снежная буря). Не дослушав дорожку до конца, певица сорвалась в свою комнату и тут же принялась набрасывать текст, финальный вариант которого однако оформился не сразу, а примерно неделей позже и при участии Флауэрса, добавившего к словам Гриффит, согласно Хукеру, лишь одну фразу — «She walked through springtime». Итогом совместных усилий стала пронзительная баллада на тему любви, жизни и воссоединения после смерти двух родственных душ.
Произведение исполняется от лица обычной семейной пары, обитающей вблизи шоссе Route 90 в Техасе. Супруги ведут домашнее хозяйство, вместе преодолевают невзгоды и состариваются. Едва сводя концы с концами в период экономических трудностей, в припеве герои песни вновь и вновь мечтают о том, как после смерти обретут покой на Небесах. Написанная в духе новелл Ларри Макмертри, «Gulf Coast Highway» представляет собой своеобразную открытку из Штата одинокой звезды с рассказом о жизненном пути, каждый год которого отмеряется наступлением «прекрасной весны», когда расцветают голубые чепчики (англ. bluebonnets). Как отмечает обозреватель журнала American Songwriter Рик Мур, упоминание последних в композиции особенно примечательно, так как эти цветы являются официальным символом Техаса и не растут практически нигде больше. «Тот, кто никогда не видел побережье Мексиканского залива в период цветения голубых чепчиков — многое потерял. Это словно океан из цветов — одна голубая волна за другой», — объясняла Гриффит. Будучи песней о любви, смерти и весне в Техасе, иллюстрирующей как течение времени уносит самые ценные годы и места в жизнях людей, «Gulf Coast Highway» тем не менее является историей о триумфальном уходе, способности находить радость даже в угасании жизни, о чём, согласно музыкальному критику Холли Глисон, и поётся в финальной части произведения.
Highway 90, the jobs are gone
We tend our garden, we set the sun
This is the only place on Earth blue bonnets grow
And once a year they come and go
At this old house here by the road
And when we die we say we’ll catch some blackbird’s wing
And we will fly away to heaven

Come some sweet blue bonnet spring …

## Версии Нэнси Гриффит

### История
Впервые песня вышла на пластинке Гриффит Little Love Affairs (1988) как дуэт с Маком Маканалли, впоследствии ставшим одним из самых уважаемых авторов и музыкантов Нэшвилла. На записи артистке также аккомпанировали участники её ансамбля The Blue Moon Orchestra (в том числе Хукер на клавишных) и Флауэрс на слайд-гитаре. Хотя альбом оказался не особенно успешным коммерчески, «Gulf Coast Highway» стала одним из самых любимых публикой номеров в репертуаре певицы, пережив по актуальности остальные треки с этой пластинки, и в дальнейшем записывалась и исполнялась на концертах другими знаменитыми артистами.
Девять лет спустя после выхода оригинала, Гриффит представила новую версию композиции на своём лонгплее Blue Roses from the Moons (1997) — теперь в паре с фронтменом команды Hootie & The Blowfish Дариусом Ракером. Певица ранее уже сотрудничала с этим коллективом и Ракер, по словам артистки, рассказывал ей о посещавшей его фантазии, в которой Гриффит приглашает его подняться на сцену, чтобы дуэтом спеть «Gulf Coast Highway». «В итоге, когда я решила перезаписать песню, он был первым, о ком я подумала», — объясняла исполнительница выбор партнёра для ремейка. На концертах произведение с ней дуэтом иногда также пел Хукер.

### Оценки
По мнению обозревателя портала AllMusic Линдси Планера, «Gulf Coast Highway» стоит в числе наиболее притягательных работ Гриффит и самых успешных из созданных ей в соавторстве. Справочник Popular Music (1989) музыкального журналиста Брюса Поллока характеризует композицию как одну из лучших кантри-фолковых песен 1988 года, которая описывает жизнь и времена истинно техасской пары. В своём путеводителе The Rock Song Index (1997), Поллок также назвал её пронзительной кантри-фолковой балладой, «проложившей путь для Мэри Чапин Карпентер и радиоформата, основанного на продвинутом фолк-рок-саунде».
Кантри-портал Holler рассмотрел песню в материале A Guide to: Nanci Griffith (2021), как один из лучших дуэтов в каталоге Гриффит. На следующий год сайт Wide Open Country в лице музыкального критика Холли Глисон включил «Gulf Coast Highway» в свой список The 10 Best Nanci Griffith Songs. Вместе с тем, говоря о переосмыслении произведения, записанном артисткой вместе с Дариусом Ракером в 1997 году, музыкальная журналистка Аланна Нэш констатировала, что одна из лучших песен Гриффит на этот раз осквернена её же собственным натужно бодрым вокалом, не говоря уже о бесполезном и невыносимом дуэтном пении Ракера.

## Версии Эммилу Харрис

### История
В 1990 году Эммилу Харрис интерпретировала «Gulf Coast Highway» на пару с Вилли Нельсоном для своего сборника Duets. Песня служила дебютным синглом в поддержку данной компиляции. По воспоминанию певицы, услышав ранее оригинальную версию композиции, она так сильно рыдала, что ей пришлось съехать на машине с дороги на обочину. «Меня словно молотом ударило, превратив в поклонницу Нэнси Гриффит», — объясняла свои впечатления артистка. В результате Харрис взяла песню на заметку как нечто особенное. Позднее на горизонте возникла перспектива выпуска дуэтного альбома певицы с Нельсоном (лонгплей должен был продюсировать её экс-продюсер и бывший муж, Брайан Ахерн) и на этой пластинке она решила спеть «Gulf Coast Highway», однако проект так и не состоялся.
Когда на сборник Duets лейбл Reprise попросил артистку помимо старых вещей добавить и пару новых, Харрис вновь вспомнила о песне, и «Gulf Coast Highway», как и планировалось изначально, была записана вместе с Нельсоном под началом Ахерна. Таким образом трек стал первой совместной работой Харрис и Ахерна после их развода и альбома White Shoes (1983). Дуэт с Нельсоном в итоге оказался самой ротируемой на радио дорожкой с диска Duets. Он также достиг строчки № 52 в канадском чарте Country Singles. Кроме того, оба артиста были номинированы на премию CMA Awards в категории «Вокальное событие года». В дальнейшем Харрис исполняла «Gulf Coast Highway» в тандемах с другими певцами, в частности, на концертах с Дэйвом Мэтьюсом и соавтором песни Джеймсом Хукером.

### Оценки
Рецензенты из журнала Cash Box назвали выпущенную Харрис и Нельсоном интерпретацию «Gulf Coast Highway» исполненной нежности балладой, преподнесённой двумя мастерами, которая, безусловно, доставит слушателю исключительное наслаждение. Останавливаясь на достоинствах этой записи более подробно, редакторы издания выделили «тихую магию» акустической гитары, «дрейфующий» фиддл и тактичный, но западающий глубоко в душу текст Гриффит, резюмировав, что новый сингл должен немедленно получить тёплый и гостеприимный приём в плейлистах радиостанций.
Обозреватели из еженедельника Billboard констатировали, что Харрис и Нельсон как своим сольным, так и гармоническим пением в данном треке обеспечили живописной и безмятежно-драматичной лирике Гриффит душевное и одновременно изысканное прочтение. При этом редакторы включили композицию в категорию синглов с наилучшими перспективами в чартах Billboard. Между тем репортёр газеты The Orlando Sentinel Сэм Ходжес нашёл дуэт артистов разочаровывающим. По его мнению, песня была выбрана прекрасная и Харрис исполняет свою партию превосходно, однако вокальную подачу Нельсона журналист счёл несколько сбивчивой.
| Чарт (1990)                  | Высшая позиция | Прим.  |
| ---------------------------- | -------------- | ------ |
| Канада, RPM, Country Singles | 52             | [ 16 ] |

| Год  | Номинация                | Итог      | Прим.  |
| ---- | ------------------------ | --------- | ------ |
| 1990 | «Вокальное событие года» | Номинация | [ 21 ] |

## Прочие версии
Брюс Спрингстин пел «Gulf Coast Highway» во время саундчеков в ходе своих гастролей Tunnel of Love Express Tour (1988). Это неформальное исполнение песни было записано и в итоге разошлось в виде бутлега. В 1992 году произведение в одноимённом дебютном альбоме интерпретировала женская кантри-группа Evangeline. Кроме того, на собственном лонгплее Forbidden Fruits and Vegetables (2000) очередную версию композиции представил её соавтор Дэнни Флауэрс.

## Полезные ссылки
- «Gulf Coast Highway» в исполнении Гриффит и Дариуса Ракера (аудио) на YouTube